# Stonewall Gap
Stonewall Gap är en så kallad census-designated place i Las Animas County i Colorado. Vid 2010 års folkräkning hade Stonewall Gap 67 invånare.